# Carmoega
Carmoega (oficialmente San Pedro de Carmoega) es una parroquia española del municipio de Golada, perteneciente a la provincia de Pontevedra, en la comunidad autónoma de Galicia.

## Historia
Hacia mediados del siglo XIX, la parroquia, ya por entonces perteneciente a Golada, tenía contabilizada una población de 130 habitantes. Aparece descrita en el quinto volumen del Diccionario geográfico-estadístico-histórico de España y sus posesiones de Ultramar de Pascual Madoz con las siguientes palabras:

CARMOEGA (San Pedro de): felig. en la prov. de Pontevedra (10 leg.), part. jud. de Lalin (2), dióc. de Lugo (8), ayunt. de Golada: sit. en la márg. der. del r. Anego, con libre ventilacion, y clima muy sano. Comprende los l. de Iglesia, Quián y Santandre, que reunen unas 26 casas. La igl. parr. bajo la advocacion de San Pedro es anejo de la de San Lorenzo de Brantega, con la cual confina al NO., y por el SE. con la de Santa Comba. El terreno participa de monte y llano, y es bastante fértil. Los caminos son locales y en regular estado: el correo se recibe en Lalin 3 veces á la semana: prod.: trigo, centeno, maiz, castañas, nueces, legumbres, hortaliza y frutas de varias clases, con muchos pastos para alimento del ganado vacuno, de cerda, lanar y cabrio: hay caza y pesca de distintas especies. pobl.: 27 vec., 130 alm. contr.: con su ayunt. (V.).
(Madoz, 1846, p. 570)

En 2022, tenía empadronados 58 habitantes.